# Jewhen Jemeljanenko
Jewhen Wolodymyrowytsch Jemeljanenko (ukrainisch Євген Володимирович Ємельяненко, auch unter Yevgeni Yemelyanenko bekannt; * 11. April 1981 in Kiew, Ukrainische SSR, Sowjetunion) ist ein rumänisch-ukrainischer Eishockeyspieler, der seit 2018 beim CSM Dunărea Galați in der rumänischen Eishockeyliga unter Vertrag steht.

## Karriere

### Club
Jewhen Jemeljanenko begann seine Karriere in seiner Heimatstadt Kiew beim HK Berkut Kiew in der East European Hockey League, in der er auch die nächsten Jahre bei verschiedenen Kiewer Vereinen verbrachte. In der Spielzeit 2001/02 stand er erneut bei Berkut Kiew auf dem Eis und spielte neben den Einsätzen in der EEHL auch in der ukrainischen Eishockeyliga, in der er mit seinem Team den ukrainischen Meistertitel errang. Nach einigen Spielen für den HK Politechnik Kiew wechselte er erstmals nach Rumänien zu Steaua Bukarest, wo er in der rumänischen Eishockeyliga spielte und 2005 die rumänische Meisterschaft gewann. Anschließend wechselte er für ein Jahr zum HC Turin in die italienische Serie A2.
2006 kehrte er in seine Geburtsstadt zurück und spielte beim HK Sokil Kiew, bevor er 2007 erneut zu Steaua Bukarest wechselte, für den er neben den Einsätzen in der rumänischen Liga auch zu Spielen in der multinationalen MOL Liga kam. Inmitten der Spielzeit 2010/11 ging er nach Kasachstan zum HK Arystan Temirtau, bei dem er bis Anfang 2013 blieb. Anschließend spielte er knapp eineinhalb Jahre beim HK Kompanjon-Naftohas Kiew in der heimischen ukrainischen Eishockeyliga und gewann mit dem Klub 2014 dessen erste ukrainische Meisterschaft. Nach diesem Erfolg siedelte er endgültig nach Rumänien über, wo er zunächst erneut bei Steaua spielte. Nachdem er 2016 bis 2018 beim ASC Corona 2010 Brașov aktiv war, mit dem er 2017 rumänischer Meister wurde, steht er seit 2018 beim CSM Dunărea Galați unter Vertrag.

### International
Im Juniorenbereich spielte Jemeljanenko bei der U18-Europameisterschaft 1998 und der U18-Weltmeisterschaft 1999 sowie mit der ukrainischen U20-Auswahl bei der U20-Junioren-Weltmeisterschaft 2000. Zudem spielte er mit der ukrainischen Studentenauswahl bei der Winter-Universiade 2003 in Tarvis.
Im Seniorenbereich nahm Jemeljanenko für die Ukraine an der Weltmeisterschaft 2012 der Division I teil. Nach seiner Einbürgerung nach Rumänien gab er sein Debüt für die rumänische Nationalmannschaft bei der Weltmeisterschaft der Division I 2019, als die Rumänen von der B- in die A-Gruppe dieser Division aufstiegen. Dort spielte er dann bei den Weltmeisterschaften 2022 und 2023. Zudem vertrat er seine Farben bei der Olympiaqualifikation für die Winterspiele in Peking 2022.

## Erfolge und Auszeichnungen
- 2002: Ukrainischer Meister mit dem HK Berkut Kiew
- 2005: Rumänischer Meister mit Steaua Bukarest
- 2014: Ukrainischer Meiser mit dem HK Kompanjon-Naftohas Kiew
- 2017: Rumänischer Meister mit dem ASC Corona 2010 Brașov

### International
- 2019: Aufstieg in die Division I, Gruppe A, bei der Weltmeisterschaft der Division I, Gruppe B